# 八年九机
“八年九机”战略是中华人民共和国正在进行中的液体火箭发动机研制计划，由中国航天科技集团抓总，计划于2021年至2028年的八年期间完成共九种不同型号的液体火箭发动机的研制：8吨级空间泵压式补燃循环常规发动机（即“YF-58”）、大推力高压补燃循环常规发动机、85吨级开式循环液氧煤油发动机（即“YF-102”）、360吨级补燃循环液氧煤油发动机（即“YF-135”）、500吨级补燃循环液氧煤油发动机（即“YF-130”）、25吨级闭式膨胀循环液氢液氧发动机（即“YF-79”）、220吨级补燃循环液氢液氧发动机（即“YF-90”）、80吨级开式循环液氧甲烷发动机（即“YF-209”）以及200吨级全流量分级燃烧循环液氧甲烷发动机。
八年九机计划的研制工作主要由中国航天科技集团公司第六研究院负责完成。

## 研制进展

### 发动机

#### 8吨级空间泵压式补燃循环常规发动机
即YF-58，应用于中国载人月面着陆器推进舱。

#### YF-130
- 2021年3月5日，500噸級液氧煤油火箭發动机，全工況半系統試車取得成功。此次試驗為引擎除推力裝置外，組件配套完整的系統試車，也是該型引擎首次全工況試車。試車啟動、轉級、變工況與關機過程工作平穩，驗證了引擎設計、製造和試驗方案，為下一步進行引擎整機試車等研製工作奠定基礎。[6][7][8][9]

- 2022年11月5日，500吨级补燃循环液氧煤油发动机首次整机试车圆满成功。[10]

#### YF-79
- 2021年12月10日和12月17日，发动机首台推力室挤压试验，试验取得圆满成功[11]。
- 2022年9月5日，首次整机热试车圆满成功。
- 2022年11月16日，发动机再次完成全系统试验，本次试验首次搭载推力闭环调节，主级工作过程中实现多个工况深度变推，试验按照预定程序起动，发动机工作正常，试验数据获取完整，试验取得圆满成功。[12]。

#### YF-90
- 2021年7月28日，航天科技集團六院11所（京），重型運載火箭220噸級補燃循環氫氧引擎完成首台工程樣機生產。[13]
- 2021年9月23日，220吨级补燃循环氢氧发动机成功进行了首次半系统试验，试验取得圆满成功。 [14]
- 2024年12月17日，完成全系统试验，试验取得圆满成功。[15]